# Grand Caire
La région du Grand Caire (de GCA) (en arabe : القاهرة الكبرى, El Qāhira El Kobrā ) est la plus grande zone métropolitaine d'Égypte, la plus grande zone urbaine d'Afrique, du Moyen-Orient et du monde arabe, et la seizième plus grande zone métropolitaine du monde.
Le Grand Caire comprend toutes les villes du gouvernorat du Caire ainsi que Gizeh, la ville du 6 octobre, Sheikh Zayed City dans le gouvernorat de Gizeh et Shubra El-Kheima et Obour dans le gouvernorat de Qalyubia. La population totale estimée est de 20 901 000 habitants répartis sur une superficie de 1 709 km2, soit une densité de 10 400 hab/km2.

## Climat
La région du Grand Caire et sa région environnante sont classées comme climat chaud du désert dans la classification de Köppen-Geiger, comme l'ensemble de l'Égypte. Le Caire et ses environs ont des températures journalières très similaires, cependant, les parties les moins peuplées de l'est et de l'ouest n'ont pas la chaleur urbaine, ce qui les rend plus sujettes à la grêle douce.

## Problèmes urbains
Quelque 60% de toutes les maisons informelles en Égypte sont situées dans la région du Grand Caire.

## Divisions Administratives

Localisation de certains quartiers et certaines villes du Grand Caire

### Les anciennes Villes
- Le Caire
- Gizeh
- Helwan (y compris 15th of May City (en))
- Shubra El-Kheima

### Nouvelles communautés urbaines
Toutes les nouvelles communautés sont administrées par l'Autorité des Nouvelles Communautés Urbaines 
- Ville du 6 Octobre
- Sheikh Zayed City
- Badr
- Nouveau Caire, y compris Al Rehab et El-Tagamu El Khames (ou Fifth Settlement)
- Nouvelle Héliopolis
- Obour
- El Shorouk
- Madinaty

- Ville du 10 de Ramadan
- Nouvelle Capitale Administrative

### Zones Péri-Urbaines (Markaz)
- Kirdasa
- Osim
- al-Khankah
- Khusus

## Voir également
- Métro du Caire
- Liste des stations de radio du Grand Caire